# Marticorenia foliosa
Marticorenia foliosa là một loài thực vật có hoa trong họ Cúc. Loài này được (Phil.) Crisci mô tả khoa học đầu tiên năm 1974.